# Jan Šmarda (botanik)
Jan Šmarda (27. prosince 1904 Třebíč  – 7. prosince 1968 Brno) byl český botanik. Jeho bratrem byl mykolog František Šmarda. Po Janu a Františku Šmardových je pojmenována ulice bratří Šmardů v Brně-Líšni. Jeho synovcem byl Ivan Blatný.
Po Janu Šmardovi je pojmenována Cena Jana Šmardy "za ochranu přírody a domoviny na Moravě a ve Slezsku", která je udělována od roku 1995 Regionálním sdružením Českého svazu ochránců přírody v Brně.
Jeho synem byl prof. MUDr. Jan Šmarda, DrSc. (1930–2021), mikrobiolog, popularizátor vědy a umění a vysokoškolský pedagog.

## Biografie
Jeho otcem byl železniční dělník, celkem se narodily čtyři děti, všichni synové, František, Jan, Jaroslav a Bohumil, rodina se následně přestěhovala do Kuřimi. Mezi lety 1910 a 1919 vystudoval základní školu a mezi lety 1919 a 1923 vystudoval učitelský ústav v Brně. Po skončení studia nastoupil na pozici učitele v malých venkovských školách v okrese Tišnov. Posléze nastoupil na základní vojenskou službu a v roce 1927 si rozšířil kvalifikaci a nastoupil na měšťanku v Drásově a v roce 1928 pak na měšťanku v Tišnově. Během studia v Brně se seznámil s budoucí manželkou Hedvikou Blatnou, kterou si roku 1928 vzal a roku 1930 se jim narodil syn Jan a roku 1933 druhý syn Jiří.
Posléze v roce 1933 odmaturoval na reálce v Novém Městě na Moravě a mezi lety 1933 a 1938 dálkově vystudoval Přírodovědeckou fakultu Masarykovy univerzity, kde získal doktorát přírodních věd. V letech 1946 (docent rostlinné geografie a rostlinné sociologie) a 1952 (docent soustavné botaniky) se stal na téže fakultě docentem, v roce 1946 začal také působit jako externí asistent na fakultě a od roku 1952 pak jako asistent. Po roce 1945 nastoupil do Moravského zemského muzea v Brně, kde mezi roky 1949 a 1952 působil jako ředitel. Mezi lety 1946 a 1961 působil také na Přírodovědecké fakultě a od roku 1955 do roku 1961 pak působil v brněnském oddělení Geobotanické laboratoře ČSAV. Pracoval také jako ředitel Botanické zahrady Přírodovědecké fakulty MU a to mezi lety 1954 a 1955 a posléze také mezi lety 1958 a 1961. V roce 1930 vstoupil do České socialistické strany, ale po roce 1948 po sloučení s komunistickou stranou v roce 1954 vystoupil ze strany. V roce 1955 mu nebylo umožněno být jmenován profesorem a v roce 1961 byl z politických důvodů propuštěn z univerzity. Mezi lety 1962 a 1968 působil v kabinetu geomorfologie ČSAV. Zemřel na mrtvici v roce 1968.

## Dílo
Věnoval se primárně teplomilné flóře, napsal mimo jiné brožuru Tišnovsko – vlastivědné poměry okresu. Napsal celkem přibližně 350 článků a 6 monografií. Zabýval se primárně Belanskými Tatrami. Jeho primárním oborem zájmu byla bryologie, rostlinná sociologie, geobotanika a ekologie.
Stal se zakladatelem Podhoráckého muzea a iniciátorem prohlášení Květnice za přírodní rezervaci.
V roce 1966 obdržel Čestnou medaili Gregora Mendela a čestné uznání Ministerstva školství a kultury. Chráněná oblast Moravský kras pojmenovala část stezky v oblasti jako Cesta Jana Šmardy.